# Église chrétienne des Disciples du Christ
 (février 2019).

Logo de l'Église conçu en 1971, représentant le saint calice avec une Croix de saint André pour symboliser la communion dans la vie de l'Eglise et l'importance de l'évangélisation.

L'Église Chrétienne (Disciples du Christ) fait partie des principales églises protestantes en Amérique du Nord. Issue du mouvement restaurationniste du début du XIXe siècle (dans le contexte du Second grand réveil), elle est d'obédience calviniste. On l'appelle également l'Église chrétienne, les Disciples du Christ ou plus simplement les Disciples.
Les églises locales des Disciples sont de gouvernance congrégationaliste. L'Église chrétienne a participé à la fondation du Conseil œcuménique des Églises et du Conseil fédéral des Églises aux États-Unis (appelé maintenant Conseil national des Églises) et poursuit actuellement son travail de dialogue œcuménique.
En 2022, on dénombre 277 864 membres répartis en 3 624 paroisses en Amérique du Nord,.

## Historique succinct
La dénomination est née avec le mouvement de restauration pendant le Second grand réveil, au XIXe siècle. Elle a d'abord existé sous la forme d'une association informelle d'églises locales œuvrant pour l'unité chrétienne et le retour aux sources du christianisme primitif sur la base d'une analyse des pratiques et des formes d'organisation décrites dans le Nouveau Testament. Toutefois ces églises ont peu à peu formé des structures quasi-dénominationnelles par le biais de sociétés missionnaires, d'associations régionales et d'une convention internationale - non sans provoquer une séparation d'avec celles qui étaient le plus attachées aux formes et à la doctrine héritée des fondateurs et qui ont généralement formé les Églises du Christ. En 1968, les Disciples du Christ ont officiellement adopté une structure confessionnelle. Entre 1926 et 1971, un certain nombre de paroisses ont a quitté l'association afin de rester non confessionnelles. Elles ont formé un réseau informel sous le nom d'Églises chrétiennes et Églises du Christ.